# 万寿寺 (鎌倉市)
万寿寺（まんじゅじ）は、神奈川県鎌倉市長谷にあった臨済宗の寺院である。山号は乾明山。

## 歴史

### 臨済宗天下十刹
1286年（弘安9年）北条貞時が、亡き父北条時宗のために創建した。勧請開山は無学祖元とする。
1323年（元亨3年）北条貞時十三年忌法要には、喝岩聡一以下、僧衆七十五人が参加している。
1341年（暦応4年）十刹の第六位に列せられる。その後、順位は変わっているが、十刹の一であることは、終始変わらなかった。
1386年（至徳3年）関東十刹に列せられた。
ここに住した人々は、東明恵日、高峰顕日、中巌円月、太古世源らがあり、1303年（嘉元元年）夢窓疎石は、ここで高峰顕日に参じている。また、高山慈照も高峰顕日に謁している。
万寿寺が廃寺となった年は判っていない。鹿山略記に「中古罹災諸宇尽巳」とあるだけで、伝わらない。
近世の資料では、五山之目録に関東十刹として、「乾明山万寿寺　開山仏光禅師」と見出せる。